# الأمير الأخضر (فلم)
الأمير الأخضر (العبرية: הנסיך הירוק) هو فيلم وثائقي ألماني صُدر في عام 2014 من إخراج نداف شيرمان. وهو يستند إلى السيرة الذاتية لمصعب حسن يوسف ، من خلال مذكراته التي أطلق عليها أسم (ابن حماس).

## ملخص الفيلم
يحكي الفيلم قصة مصعب ، نجل زعيم حماس الشيخ حسن يوسف ، الذي عمل لمدة عشر سنوات جاسوسًا لصالح الشاباك الإسرائيلي. يتميز الفيلم الوثائقي إلى حد كبير بمقابلات مع مصعب حسن يوسف وأيضًا مع مشغله غونين بن يتسحاق ، مع لقطات أصلية من الأحداث التي تمت تغطيتها ، خاصة من الانتفاضة الثانية ، تتخللها أثناء تلك المقابلات لقطات بينهم. ويغطي الفيلم جهود إسرائيل في محاولتها للوصول إلى القيادات في حركة حماس وإحباط العمليات الفدائية.

## جوائز الفيلم
حصل الفيلم على أربع جوائز: جائزة أفضل فيلم وثائقي من أكاديمية السينما الإسرائيلية (2014) ، وجائزة الجمهور من خلال مهرجان موسكو السينمائي الدولي (2014) ، وجائزة أفضل فيلم وثائقي في مهرجان صندانس السينمائي (2014) وأفضل فيلم وثائقي في حفل توزيع جوائز الأفلام البافارية ( 2015).